# جيفري مارسي
جيفري مارسي (بالإنجليزية: Geoffrey Marcy)‏ (و. 1954 – م) هو عالم فلك، وفيزيائي، وأستاذ جامعي من الولايات المتحدة الأمريكية . ولد في سانت كلير شورز . وهو عضواً في الأكاديمية الوطنية للعلوم، والأكاديمية الأمريكية للفنون والعلوم .

## التعليم
تعلم في جامعة كاليفورنيا، لوس أنجلوس، وجامعة كاليفورنيا، سانتا كروز

## مناصب وهيئات
أدار جامعة كاليفورنيا (بركلي).

## جوائز
حصل على جوائز منها:
- جائزة شو ( 2005) [5]
- وسام هنري درابر (2001).

## روابط خارجية
- جيفري مارسي على موقع IMDb (الإنجليزية)
- جيفري مارسي على موقع الموسوعة البريطانية (الإنجليزية)
- جيفري مارسي على موقع إن إن دي بي (الإنجليزية)